# Daniel Juncadella
Daniel Juncadella Pérez-Sala (Barcelona, 1991. május 7.) spanyol autóversenyző. 2012-ben megnyerte a Formula–3 Euroseries és a Formula–3 Európa-bajnokságot.

## Pályafutása

### A kezdetek
Juncadella 2004-ben gokartozással kezdte motorsportos pályafutását, a Copa Campeones Trophy Junior versenyen a 21. helyen végzett, majd 32. lett az Andrea Margutti Trophy ICA Junior osztályában is.
A 2007-es Master Junior Formula szezonban kezdte meg formulaversenyzői pályafutását. A bajnokság 2. helyezettjeként végzett hét győzelemmel és 359 ponttal, kilenccel lemaradva a győztes, Isaac Lopeztől.

### Formula BMW
2008-ban az új Formula BMW Európa sorozatban versenyzett az EuroInternational színeiben. Negyedik helyen végzett a tabellán. Két duplagyőzelmet ért el a Hungaroringen, és 237 pontot gyűjtött 16 futam alatt. Ezekkel az eredményekkel 4. lett a rangsorban. 2009-ben a sorozatban és az EuroInternationalnál maradt. Második helyen végzett a brazil csapattársa, Felipe Nasr mögött, egy győzelemmel, Monzában. Juncadella minden futamot pontszerzéssel zárt, de ez sem volt elég ahhoz, hogy megtartsa a Red Bull Junior Team támogatását.

### Formula–3
2010-re szintet lépett és a Formula–3 Euroseries mezőnyéhez csatlakozott, az olasz Prema Powerteamhez. A 2012-es évadban domináns teljesítménnyel, továbbra is a Prema színeiben négyszer győzött és további hat alkalommal végzett pódiumon. Tizennégy pont előnnyel zárt az újonc, Pascal Wehrlein előtt, annak ellenére, hogy két futamról is kizárták. Ezzel a bajnokság történetének utolsó bajnoka lett.

### Formula–1

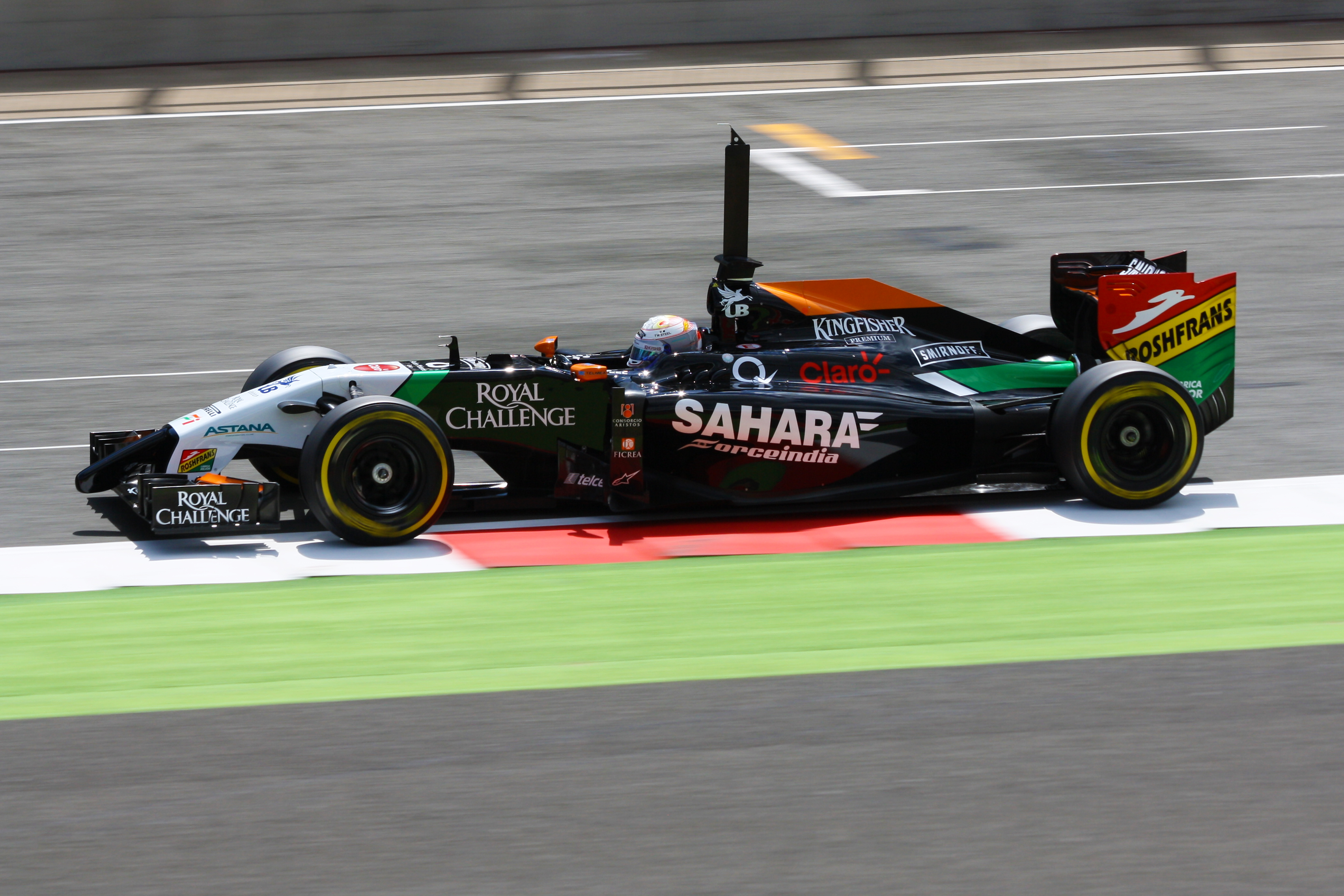
Juncadella a 2014-es brit nagydíj első szabadedzésén.

2013 júliusában a Williams csapatában vezetett a Silverstone Circuit-en rendezett újoncteszten és az 5. legjobb időt érte el az első napon.
2014. január 24-én tartalékpilótaként csatlakozott a Force Indiához. Minden versenyen részt vett, és több pénteki szabadedzésen is autóba ülhetett.
2024 decemberében az Aston Martin csapata szerződtette hivatalos szimulátorversenyzőnek a 2025-ös világbajnoki évadra. Érdekesség, hogy az alakulat a Force India utódja, amelynél Juncadella 2014-ben többször is tesztelt.

### DTM
A 2013-as szezonban Juncadella a Mercedesszel versenyzett a DTM-ben. A Mücke Motorsportnál eltöltött három szezont követően gy évre elhagyta a sorozatot, hogy az AKKA ASP-vel versenyezzen a Blancpain GT bajnokságaiban. 2018-ban tért vissza a DTM-be, ahol három pole-pozíciót és két dobogós helyezést ért el, beleértve egy Brands Hatch-i győzelmet is, miközben a 15. helyen zárt a tabellán. A következő évben csatlakozott az Aston Martin Vantage új DTM projektjéhez az R-Motorsporttal, és bár az összetettben legyőzte csapattársait, Paul di Restát, Jake Dennist és Habsburg Ferdinándot, így is csak a 14. helyen végzett a pontozásban, többek között a brit gyártó gyenge programja miatt. 
2021-ben egy év kihagyás után visszatért a hong-kongi licenszes GruppeM Racing Mercedesével a sorozat első GT3-as szabályrendszeren alapuló évadban. Gyakran tudott pontszerző helyen végezni, a Nürburgringen egy dobogót is begyűjtött, így végül a 9. helyet hozta a tabellán, 77 ponttal. 

### Sportautózás
Juncadella több alkalommal is elindult a Blancpain GT Endurance-versenyein, mielőtt 2022-ben, az immár GT Európa Endurance-kupa (GT Word Challenge Europe) nevet viselő szériában teljes évet futott az AKKodis ASP csapatával több gyári Mercedes-pilótával, Raffaele Marciellóval és Jules Gounonnal. A trió egész évben jól teljesített és megnyerte a Spái 24 órást, és bebiztosította az Endurance-kupa bajnoki címet a barcelonai szezonzárón aratott újabb győzelemüknek köszönhetően. Emellett az Intercontinental GT Challenge mind a négy versenyén is rajthoz állt, és egy Indianapolis-i győzelmet ért el, valamint második lett a Bathursti 12 órás versenyen, ezzel megnyerve az IGTC versenyzők bajnokságát.
A 2023-as szezonban a WeatherTech Racing színeiben versenyzett az amerikai sportautóbajnokságban (IMSA) versenyzett a GTD Pro kategóriájában, ahol Jules Gounonnal és Maro Engellel együtt a trió megnyerte osztályát a Daytonai 24 órás versenyen, valamint a szezonzáró Petit Le Mans-i versenyen is diadalmaskodtak, ami hozzásegítette őket a Michelin Endurance-kupa alkategória bajnoki címhez.
2024-től fogva a hosszútávú-világbajnokság (WEC) lecserélte a GTE géposztályt, helyét a költséghatékonyabb GT3-as formátum vette át. A TF Sport csapata üzemeltette az új Chevrolet Corvette Z06 GT3.R-es modelleket, amely programnak Juncadella is a tagja lett.

## Eredményei

### Teljes Formula–3 Euroseries eredménysorozata
(Táblázat értelmezése)

(Félkövér: pole-pozícióból indult; dőlt: leggyorsabb kört futott) 

| Év   | Csapat          | Motor    | 1       | 2        | 3        | 4       | 5        | 6       | 7        | 8       | 9        | 10        | 11       | 12      | 13       | 14      | 15        | 16      | 17       | 18       | 19      | 20      | 21      | 22       | 23       | 24      | 25      | 26      | 27    | Helyezés | Pont |
| ---- | --------------- | -------- | ------- | -------- | -------- | ------- | -------- | ------- | -------- | ------- | -------- | --------- | -------- | ------- | -------- | ------- | --------- | ------- | -------- | -------- | ------- | ------- | ------- | -------- | -------- | ------- | ------- | ------- | ----- | -------- | ---- |
| 2010 | Prema Powerteam | Mercedes | LEC 1 4 | LEC 2 7  | HOC1 1 8 | HOC1 2  | VAL 1 9  | VAL 2 9 | NOR 1 10 | NOR 2 6 | NÜR 1 12 | NÜR 2 10  | ZAN 1 Ki | ZAN 2 9 | BRH 1 6  | BRH 2 3 | OSC 1 4   | OSC 2 6 | HOC2 1 8 | HOC2 2 1 |         |         |         |          |          |         |         |         |       | 8.       | 35   |
| 2011 | Prema Powerteam | Mercedes | LEC 1 3 | LEC 2 3  | LEC 3 1  | HOC 1 6 | HOC 2 1  | HOC 3 4 | ZAN 1 5  | ZAN 2 7 | ZAN 3 12 | RBR 1 2   | RBR 2 6  | RBR 3 1 | NOR 1 Ki | NOR 2 3 | NOR 3 11  | NÜR 1 2 | NÜR 2 4  | NÜR 3 1  | SIL 1 3 | SIL 2   | SIL 3 8 | VAL 1 4  | VAL 2 3  | VAL 3 2 | HOC 1 7 | HOC 2 6 | HOC 3 | 3.       | 280  |
| 2012 | Prema Powerteam | Mercedes | HOC 1   | HOC 2 Ki | HOC 3 1  | BRH 1 2 | BRH 2 12 | BRH 3 8 | RBR 1 7  | RBR 2 8 | RBR 3 1  | NOR 2 Kiz | NOR 2 11 | NOR 3 2 | NÜR 1    | NÜR 2 8 | NÜR 3 Kiz | ZAN 1 6 | ZAN 2    | ZAN 3 1  | VAL 1 2 | VAL 2 7 | VAL 3 2 | HOC 1 13 | HOC 2 Ki | HOC 3 4 |         |         |       | 1.       | 240  |

### Teljes Formula–3 Európa-bajnokság eredménysorozata
(Táblázat értelmezése)

(Félkövér: pole-pozícióból indult; dőlt: leggyorsabb kört futott) 

| Év   | Csapat          | Motor    | 1     | 2       | 3        | 4       | 5       | 6       | 7       | 8       | 9         | 10    | 11      | 12      | 13    | 14        | 15      | 16      | 17      | 18    | 19       | 20      | Helyezés | Pont |
| ---- | --------------- | -------- | ----- | ------- | -------- | ------- | ------- | ------- | ------- | ------- | --------- | ----- | ------- | ------- | ----- | --------- | ------- | ------- | ------- | ----- | -------- | ------- | -------- | ---- |
| 2012 | Prema Powerteam | Mercedes | HOC 1 | HOC 2 1 | PAU 1 Ki | PAU 2 4 | BRH 1 2 | BRH 1 8 | RBR 1 7 | RBR 2 1 | NOR 1 Kiz | NOR 2 | SPA 1 2 | SPA 2 8 | NÜR 1 | NÜR 2 Kiz | ZAN 1 6 | ZAN 2 1 | VAL 1 2 | VAL 2 | HOC 1 13 | HOC 2 4 | 1.       | 252  |

### Teljes GP3-as eredménysorozata
(Táblázat értelmezése)

(Félkövér: pole-pozícióból indult; dőlt: leggyorsabb kört futott) 

| Év   | Csapat        | 1          | 2          | 3       | 4       | 5       | 6       | 7          | 8          | 9         | 10        | 11      | 12      | 13        | 14          | 15         | 16         | Helyezés | Pont |
| ---- | ------------- | ---------- | ---------- | ------- | ------- | ------- | ------- | ---------- | ---------- | --------- | --------- | ------- | ------- | --------- | ----------- | ---------- | ---------- | -------- | ---- |
| 2010 | Tech 1 Racing | ESP FEA 11 | ESP SPR 11 | TUR FEA | TUR SPR | VAL FEA | VAL SPR | GBR FEA Ki | GBR SPR Ki | GER FEA 8 | GER SPR 2 | HUN FEA | HUN SPR | BEL FEA 5 | BEL SPR Kiz | ITA FEA 22 | ITA SPR Ki | 14.      | 10   |

### Teljes Formula–1-es eredménysorozata
(Táblázat értelmezése)

(Félkövér: pole-pozícióból indult; dőlt: leggyorsabb kört futott) 

| Év   | Csapat      | 1   | 2   | 3   | 4   | 5   | 6   | 7   | 8   | 9      | 10  | 11  | 12  | 13     | 14  | 15  | 16  | 17  | 18     | 19  | Helyezés | Pont |
| ---- | ----------- | --- | --- | --- | --- | --- | --- | --- | --- | ------ | --- | --- | --- | ------ | --- | --- | --- | --- | ------ | --- | -------- | ---- |
| 2014 | Force India | AUS | MAL | BHR | CHN | ESP | MON | CAN | AUT | GBR Tp | GER | HUN | BEL | ITA Tp | SIN | JPN | RUS | USA | BRA Tp | UAE | —        | —    |

### Teljes DTM eredménylistája
(Táblázat értelmezése)

(Félkövér: pole-pozícióból indult; dőlt: leggyorsabb kört futott) 

| Év   | Csapat                           | 1        | 2         | 3        | 4        | 5        | 6        | 7        | 8         | 9        | 10       | 11       | 12       | 13        | 14       | 15       | 16        | 17       | 18       | 19       | 20       | Helyezés | Pont |
| ---- | -------------------------------- | -------- | --------- | -------- | -------- | -------- | -------- | -------- | --------- | -------- | -------- | -------- | -------- | --------- | -------- | -------- | --------- | -------- | -------- | -------- | -------- | -------- | ---- |
| 2013 | Mücke Motorsport                 | HOC 12   | BRH 20    | SPL 13   | LAU 6    | NOR 4    | MSC 18   | NÜR Ki   | OSC 17    | ZAN 17   | HOC 10   |          |          |           |          |          |           |          |          |          |          | 16.      | 21   |
| 2014 | Mücke Motorsport                 | HOC 19   | OSC Ki    | HUN 16   | NOR 13   | MSC 15   | SPL 15   | NÜR 5    | LAU 4     | ZAN 17   | HOC 21†  |          |          |           |          |          |           |          |          |          |          | 18.      | 22   |
| 2015 | Mücke Motorsport                 | HOC 1 Ki | HOC 2 15  | LAU 1 10 | LAU 2 6  | NOR 1 10 | NOR 2 8  | ZAN 1 16 | ZAN 2 Ki  | SPL 1 11 | SPL 2 Ki | MSC 1 5  | MSC 2 13 | OSC 1 10  | OSC 2 15 | NÜR 1 17 | NÜR 2 10  | HOC 1 13 | HOC 2 12 |          |          | 20.      | 26   |
| 2016 | Mercedes-Benz DTM Team HWA I     | HOC 1 Ki | HOC 2 16† | SPL 1 Ki | SPL 2 12 | LAU 1 18 | LAU 2 Ki | NOR 1 19 | NOR 2 Kíz | ZAN 1 8  | ZAN 2 12 | MSC 1 24 | MSC 2 12 | NÜR 1 17  | NÜR 2 9  | HUN 1 11 | HUN 2 Kíz | HOC 1 21 | HOC 2 Ki |          |          | 24.      | 6    |
| 2018 | Mercedes-AMG Motorsport Remus    | HOC 1 8  | HOC 2 18  | LAU 1 14 | LAU 2 12 | HUN 1 10 | HUN 2 11 | NOR 1 8  | NOR 2 3   | ZAN 1 16 | ZAN 2 12 | BRH 1    | BRH 2 9  | MIS 1 14† | MIS 2 17 | NÜR 1 15 | NÜR 2 17† | SPL 1 14 | SPL 2 11 | HOC 1 14 | HOC 2 15 | 15.      | 61   |
| 2019 | R-Motorsport II                  | HOC 1 9  | HOC 2 16  | ZOL 1 Ki | ZOL 2 Ki | MIS 1 13 | MIS 2 14 | NOR 1 6  | NOR 2 10  | ASS 1 Ki | ASS 2 7  | BRH 1 10 | BRH 2 8  | LAU 1 12  | LAU 2 12 | NÜR 1 10 | NÜR 2 12  | HOC 1 Ki | HOC 2 Ni |          |          | 14.      | 23   |
| 2021 | Mercedes-AMG Team GruppeM Racing | MNZ 1 5  | MNZ 2 11  | LAU 1 Ki | LAU 2 7  | ZOL 1 Ki | ZOL 2 12 | NÜR 1 8  | NÜR 2     | RBR 1 11 | RBR 2 12 | ASS 1 Ki | ASS 2 Ki | HOC 1 6   | HOC 2 5  | NOR 1 7  | NOR 2 5   |          |          |          |          | 9.       | 77   |

† A versenyt nem fejezte be, de helyezését értékelték, mert a versenytáv több, mint 75%-át teljesítette.

### Teljes Blancpain GT Sprint-kupa eredménylistája
(Táblázat értelmezése)

(Félkövér: pole-pozícióból indult; dőlt: leggyorsabb kört futott) 

| Év   | Csapat        | Osztály | 1        | 2        | 3        | 4         | 5        | 6         | 7         | 8         | 9         | 10        | Helyezés | Pont |
| ---- | ------------- | ------- | -------- | -------- | -------- | --------- | -------- | --------- | --------- | --------- | --------- | --------- | -------- | ---- |
| 2017 | AKKA ASP Team | Pro     | MIS QR 5 | MIS CR 4 | BRH QR 4 | BRH CR 27 | ZOL QR 5 | ZOL CR 24 | HUN QR 15 | HUN CR Ki | NÜR QR Ki | NÜR CR 19 | 15.      | 19   |

† A versenyt nem fejezte be, de helyezését értékelték.

### Teljes FIA World Endurance Championship eredménysorozata
(Táblázat értelmezése)

(Félkövér: pole-pozícióból indult; dőlt: leggyorsabb kört futott) 

| Év   | Csapat   | Osztály | Autó                         | 1      | 2     | 3      | 4     | 5      | 6     | 7      | 8     | Helyezés | Pont |
| ---- | -------- | ------- | ---------------------------- | ------ | ----- | ------ | ----- | ------ | ----- | ------ | ----- | -------- | ---- |
| 2024 | TF Sport | LMGT3   | Chevrolet Corvette Z06 GT3.R | QAT 10 | IMO 8 | SPA 12 | LMS 9 | SÃO Ki | COA 8 | FUJ Ki | BHR 3 | 14.      | 37   |
| 2025 | TF Sport | LMGT3   | Chevrolet Corvette Z06 GT3.R | QAT    | IMO   | SPA    | LMS   | SÃO    | COA   | FUJ    | BHR   | HN*      | 0*   |

* A szezon jelenleg is zajlik.
† A versenyt nem fejezte be, de helyezését értékelték, mert a versenytáv több, mint 90%-át teljesítette.

### Le Mans-i 24 órás autóverseny
| Év   | Csapat   | Csapattárs                    | Autó                         | Kategória | Kör | Összetett Helyezés | Kategória Helyezés |
| ---- | -------- | ----------------------------- | ---------------------------- | --------- | --- | ------------------ | ------------------ |
| 2024 | TF Sport | Sébastien Baud Koizumi Hirosi | Chevrolet Corvette Z06 GT3.R | LMGT3     | 278 | 38.                | 11.                |
| 2025 | TF Sport | Jonny Edgar Ben Keating       | Chevrolet Corvette Z06 GT3.R | LMGT3     |     |                    |                    |